# Blaq Out
Albums de Blaq Poet
Rewind: Deja Screw
(2006) Tha Blaqprint
(2009)
Blaq Out est le deuxième album studio de Blaq Poet, sorti le 20 février 2009.

## Liste des titres
| No  | Titre                                                                                      | Contient un (des) sample(s) de     | Durée |
| --- | ------------------------------------------------------------------------------------------ | ---------------------------------- | ----- |
| 1.  | The Foulest (Produit par Blaq Poet)                                                        |                                    | 3:07  |
| 2.  | Don't Give a Fuck (Produit par DJ Premier)                                                 |                                    | 2:59  |
| 3.  | Smoke Dat Drink Dat (featuring Jack Daniels – Produit par Johnny Walker)                   |                                    | 3:44  |
| 4.  | Got That Crack (featuring Yung Mike)                                                       |                                    | 3:35  |
| 5.  | So Called Gangsta (Produit par Thorotracks)                                                |                                    | 4:08  |
| 6.  | Ayatolla Interlude (Produit par Ayatollah)                                                 |                                    | 1:22  |
| 7.  | It's Official (Produit par Earth)                                                          |                                    | 4:03  |
| 8.  | Grimmy Niggaz (featuring Killa Sha, Shabaam Shadeeq et Phantasm – Produit par Thorotracks) |                                    | 3:21  |
| 9.  | Say It How You Mean It (Produit par Ayatollah)                                             | Children of the World des Bee Gees | 2:19  |
| 10. | Hood Crazy (Produit par DJ Premier)                                                        |                                    | 3:04  |
| 11. | Let Em Have It (Produit par DJ Flatline)                                                   |                                    | 2:53  |
| 12. | Gun Fight Gang Fight (Produit par Fame)                                                    |                                    | 3:10  |